# Dơi mũi lớn
Dơi mũi lớn  (danh pháp khoa học: Hipposideros diadema) là một loài động vật có vú trong họ Dơi nếp mũi, bộ Dơi. Loài này được E. Geoffroy mô tả năm 1813.